# Bergsängstjärnen, Gästrikland
Bergsängstjärnen är en sjö i Sandvikens kommun i Gästrikland och ingår i Gavleåns huvudavrinningsområde.